# Izokryma
Izokryma (izo- + gr. krymós = „zimno, mróz”) – linia na mapie, łącząca punkty o jednakowej średniej temperaturze powietrza zimy astronomicznej.